# 踢雪烏騅
踢雪烏騅，出現於中國古典小說《水滸傳》中的名馬，是梁山大將「雙鞭」呼延灼的坐騎。書中描述：「那馬，渾身墨錠似黑，四蹄雪練價白，因此名為『踢雪烏騅』。那馬，日行千里，奉聖旨賜與呼延灼騎坐。」
《水滸傳》第五十四回中，汝寧郡都統制呼延灼奉命進京面聖，接受征伐梁山泊的任務。宋徽宗看到呼延灼，覺得他一表非凡，堪可委用，於是將「踢雪烏騅」賜予呼延灼為坐騎。後來呼延灼征剿梁山失利，仗「踢雪烏騅」之力脫出重圍，敗走青州，一晚於桃花山腳的村酒店落腳時，「踢雪烏騅」曾一度被桃花山的李忠、周通手下盜去。這段時期呼延灼向青州慕容知府暫借一匹青鬃馬為坐騎。直至呼延灼被宋江、吳用等計誘擒拿，並歸降梁山之後，這匹「踢雪烏騅」才再次歸還呼延灼。
陳忱《水滸後傳》中多次以此馬與另一名馬「照夜玉獅子」並列，此馬亦曾被書中呼延灼之子呼延鈺所騎乘。
「踢雪烏騅」與「雙鞭」都是呼延灼的身份象徵。